# Soccsksargen

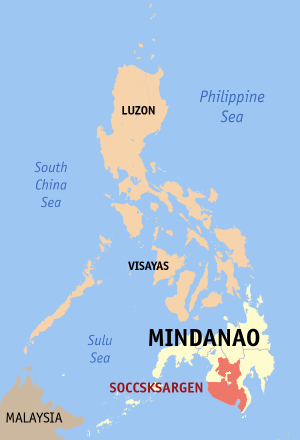
Położenie Regionu SOCCSKSARGEN

SOCCSKSARGEN (Region XII) – jeden z 17 regionów Filipin, położony nad Morzem Filipińskim w południowej części wyspy Mindanao. SOCCSKSARGEN to skrótowiec pochodzący od nazw prowincji wchodzących w skład regionu (SOuth Cotabato, Cotabato, Sultan Kudarat, SARangani i miasta GENeral Santos). W skład regionu wchodzą 4 prowincje:
- Cotabato
- Sarangani
- South Cotabato
- Sultan Kudarat

Ośrodkiem administracyjnym jest miasto Koronadal w prowincji South Cotabato.
Powierzchnia regionu wynosi 18 433 km². W 2010 roku jego populacja liczyła 4 109 571 mieszkańców.